# NYSE Arca
NYSE Arca（エヌワイエスイーアーカー）は、アメリカ合衆国の証券取引所。イリノイ州シカゴに所在する。インターコンチネンタル取引所傘下に置かれている。

## 概要
1997年1月に事実上の認可を受け、テラノーバ・トレーディングにより開設された、最初のECN（オークション方式で株式を取引する電子取引システム）である「アーキペラゴ（英語: Archipelago）」を前身とする。
2000年3月にパシフィック取引所（PCX）と連携し、取引所化を推進、2005年にPCXを買収し、「アーキペラゴ取引所（Arca Ex）」と改称した。
2006年にニューヨーク証券取引所（NYSE）と経営統合、NYSE Arcaに改称し、NYSE傘下の電子取引所として独立した運営がなされている。
2007年のNYSEグループとユーロネクストの経営統合により、NYSEユーロネクスト、2013年のインターコンチネンタル取引所によるNYSEユーロネクスト買収により、インターコンチネンタル取引所傘下へと運営母体が変遷。
NYSE Arcaの上場基準は地方取引所であったPCXのものを引き継いでおり、NYSEのメインボードより緩やかなものとなっている。アーキペゴラ時代には、IPOへの関心を集めることはできなかったが、NYSE傘下となり、NYSEのブランドを冠したことによりブランドイメージが向上、新興企業の上場に注力している。
NYSEによれば、新規公開企業のうち、メインボードへの上場基準を満たすものは30%程度に過ぎないが、Arcaへの上場基準を満たすものは60-65%に達する。
Arca上場企業がメインボードへの上場をする際には、最低15万USドルかかる当初上場手数料を免除、またNASDAQや地方取引所などからArcaに上場する場合でも当初上場手数料を免除する施策を実施している。
NYSEにとっては、メインボードの上場基準緩和や、手数料引下げによることなく、NASDAQなどとの上場企業獲得競争を行うことを可能にしている。
Arcaは、2006年8月31日に、自主規制業務を全米証券業協会（NASD）へ委託することを米国証券取引委員会により認可された。これにより、コストの効率化を図っている。
上場投資信託（ETF）、上場投資証券（ETN）､コモディティ上場投資信託（ETC）など、上場取引型金融商品（ETP）の取扱いに注力しており、積極的に発行者・取引所と連携した商品開発、規制当局と連携した発行者、取引企業、規制当局間のインターフェースとしての役割も果たしている。